# Die Bergkatze

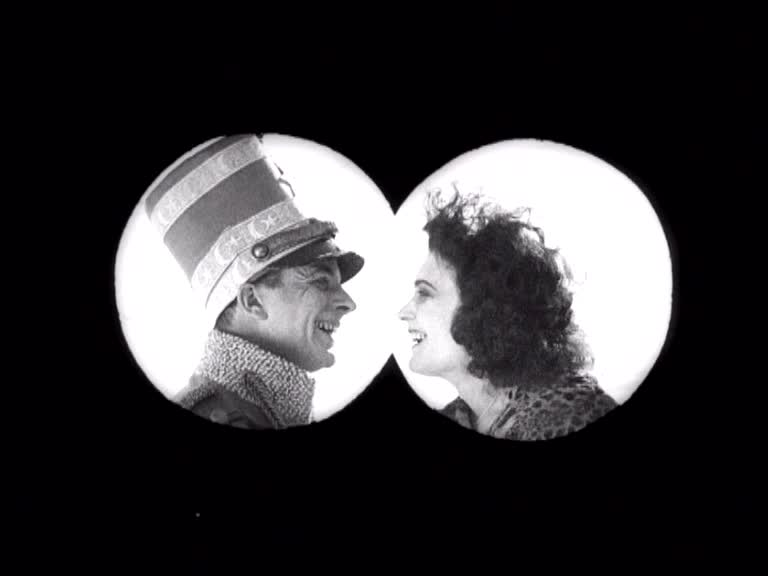
Paul Heidemann und Pola Negri im Film Die Bergkatze (1921)

Die Bergkatze ist eine deutsche Stummfilm-Groteske in vier Akten von Ernst Lubitsch aus dem Jahr 1921.

## Handlung

### Akt 1
Im Winter mit dicker Schneedecke: Der Kommandant der Festung Tossenstein ist doppelt geschlagen: Seine Männer schlafen gern und ignorieren zu schnell die Befehle zum Aufstehen, und seine Frau ist dominant. Als ein Brief eintrifft, dass der Frauenschwarm Leutnant Alexis auf die Festung strafversetzt wird, sind nur Frau und Tochter Lilli begeistert.
Alexis verlässt derweil die Residenz, wo Hunderte Frauen ihrem ehemaligen Geliebten und Dutzende Kleinkinder ihrem potenziellen Vater hinterhertrauern. Auf dem Weg von der Residenz zur Festung Tossenstein wird Alexis von der Räuberstochter Rischka überfallen, die ihn zusammen mit ihren Männern bis auf die Unterhosen ausraubt.

### Akt 2
Auf der Festung wird Alexis von seinem Kutscher als vermisst gemeldet, taucht jedoch kurze Zeit später in Unterhosen auf. Trotz seiner misslichen Lage meistert er die Situation mit gewohnter Eleganz und Ehefrau und Tochter des Kommandanten sind entzückt. Der Kommandant verkündet, Alexis werde in keinem Fall die Hand seiner Tochter erhalten und lässt beide demonstrativ allein. Alexis ist zunächst überrascht, flirtet dann jedoch geübt mit Lilli.
Unterdessen findet Rischka in den Sachen des Leutnants seine Porträtfotografie. Verliebt pinnt sie sie an die Zeltwand und hängt die Leutnanthose darüber. Ihr Vater Claudius schmollt jedoch, dass sie Alexis hat laufen lassen, schließlich hätte er eine neue Unterhose mehr als gebrauchen können. Auf der Festung zieht unterdessen eine Strafexpedition los, um die Räuber zu bekämpfen.

### Akt 3
Die Strafexpedition gegen die Räuber gerät zum Desaster. Während Alexis das mitgeführte Orchester dirigiert und bemüht ist, auf dem herrschenden Eis nicht ständig auszurutschen, werden seine Männer von den wenigen Räubern durch Ohrfeigen und Schneeballwürfe in die Flucht geschlagen. Der Kommandant, der wohlweislich in der Festung geblieben ist, glaubt aus der Ferne einen Sieg seiner Truppen auszumachen. Nach der Rückkehr der geschlagenen Armee gibt er daher eine rauschende Siegesfeier mit Feuerwerk. Alexis wird zum Dank für den Sieg Lilli zur Frau gegeben und der Leutnant zeigt sich nur wenig begeistert.
Unterdessen nähern sich die Räuber um Rischka der Festung und brechen ein. Rischka räumt Lillis Gemächer leer, wirft Bettzeug und die Betten selbst aus dem Fenster und genießt es anschließend, sich in einem von Lillis Kleidern mit Parfüm zu überschütten. Die restliche Bande folgt ihr nach einer Weile und verkleidet sich als Soldaten. Alle nehmen unerkannt an der Feier teil und amüsieren sich mit dem betrunkenen Kommandanten. Nur Alexis erkennt Rischka und die Räuber und sperrt Rischka in Lillis Zimmer ein, um sie später zu verhaften. Lilli wiederum weist ihrer vermeintlichen Nebenbuhlerin die Tür und Rischka flieht erleichtert mit ihren Kumpanen.

### Akt 4
Rischka träumt von Alexis und ist dabei so aufgeregt, dass Claudius beschließt, seine Tochter zu verheiraten. Da er sie schon vor Jahren einem seiner Männer versprochen hat, muss er sein Wort nun halten. Es traut sich jedoch nur der schüchterne Pepo, die Ehe mit Rischka einzugehen. Nachdem er gezeigt hat, dass er durchaus ein Mann sein kann, heiratet ihn Rischka. Am Tag der Hochzeit erfährt Rischka, dass Alexis bereits am Vortag standesamtlich geheiratet hat und die Hochzeitsfeier heute stattfindet. Sie verlässt traurig ihr Zelt und stürzt Pepo damit in tiefste Weinkrämpfe.
Auch Alexis ist nicht feierlich zumute. Er betrinkt sich vor der Party und trifft schließlich im Schnee auf Rischka. Beide landen in seinem Haus, wo sich Alexis nur schnell frisch machen will. Es dauert jedoch unglaublich lange, da Alexis sehr eitel ist. Unterdessen erscheint auch Lilli bei Alexis und trifft auf Rischka. Sie will ihn schon für die „Bergkatze“ aufgeben, als Rischka sich entscheidet, für sie auf Alexis zu verzichten. Beim anschließenden Candlelight-Dinner mit Alexis zeigt sich Rischka von ihrer schlechtesten Seite, zerzaust Alexis das wohlgeglättete Haar, trinkt Sekt aus der Flasche und weiß sich auch beim Essen nicht zu benehmen. Als sie gegangen ist, kehrt Alexis erleichtert zu Lilli zurück.
Rischka bemerkt unterdessen einen kleinen Bach, der sich in den Schnee gegraben hat. Sie folgt ihm zu ihrem Zelt und stellt fest, dass er von den Tränensturzbächen gespeist wird, die Pepo unterdessen um sie geweint hat. Sie schließt ihn in ihre Arme, küsst ihn und Pepo ist wieder glücklich.

## Produktion
Die Kostüme schuf Ernst Stern, die Bauten stammen von Ernst Stern und Max Gronau. Die Dreharbeiten für Die Bergkatze begannen im Januar 1921. Drehorte waren die Ufa-Union-Ateliers Berlin-Tempelhof; die Außenaufnahmen fanden auf dem Kreuzeck in Garmisch statt.
Von der Zensur wurde Die Bergkatze am 9. April 1921 mit einem Jugendverbot belegt. Die Uraufführung fand am 12. April 1921 im Ufa-Palast am Zoo in Berlin statt.

## Kritik
Der „Film-Kurier“ schrieb über Die Bergkatze, dass „wenn dieser Film überhaupt einen Wert hat […], so [diesen], daß er einen von Gedanken befreit, nicht, daß er sie gibt: daß er zerstreut: nicht, daß er anregt.“ Fritz Podehl bemerkte in „Der Film“, die Bezeichnung des Films als Groteske sei kaum zutreffend:

„Er ist überhaupt weder besonders eigenartig noch besonders lustig, noch besonders gedrängt. Wenn trotzdem in den letzten Akten ein flottes Tempo erzielt wurde und der Film einen Erfolg machte, so dürfte doch fast alles auf das Konto Lubitschs, des Regisseurs zu setzen sein, dessen geniale Einteile und meisterliche Handhabung des großen ihm zur Verfügung stehenden Apparats genügend Überraschungen boten.“

Die „Lichtbild-Bühne“ meinte, dass „so viel wirkliche Komik, so viel grotesker Humor in neuartiger Form in diesem Film [steckt], wie in keinem andern deutschen Produkt. Aber gerade diese Neuartigkeit wird vielleicht auf ein unvorgebildetes Publikum etwas erkältend wirken, obschon der Erfolg im Ufa-Palast dem zu widersprechen scheint.“
Das Lexikon des internationalen Films merkte an, dass „dieser Stummfilm […] der erste kommerzielle Misserfolg von Ernst Lubitsch [war], der diesen Umstand auf seinen despektierlichen Umgang mit dem Militär zurückführte. Filmhistorisch ist er heut von hohem Interesse, da die Verwendung zahlreicher schwarzer Passepartouts den Film in ein ideenreiches Formexperiment verwandelt.“